# Solberg, Harbo
Solberg är en by i Harbo socken, Heby kommun.
Byn omtalas första gången i markgäldsförteckningen 1312 ('in solbiergi') då där då fanns en skattskyldig. Namnet betyder troligen "det solbelysta berget". Byn har möjligen forntida anor, i hagen strax nordöst om byn finns ett antal stensättningar (RAÄ 64 Harbo). Under 1500-talet omfattar byn 1/2 mantal skatte och en skatteutjord. Från 1700-talet fanns två gårdar i byn. Sentida torp på ägorna är Gustavsberg, byggt 1902 och backstugan "Salbergs". Soldattorpet för roten 40 (soldatnamn Hök) vid Salbergs kompani av Västmanlands regemente låg 1698-1740 på Solbergs ägor, kallat "Hökshusen".
1801 bodde 17 personer på byns ägor. 1900 fanns enligt mantalslängden 5 hushåll i byn, 1940 bodde här 19 personer och 1981 6 personer.